# Panodor
Panodor (en llatí: Panodorus) va ser un monjo i historiador egipci que va viure en temps de l'emperador Arcadi.
Va escriure l'obra anomenada χρονογράφιον (kronographion') una versió de la Crònica d'Eusebi de Cesarea, on li copia nombroses informacions i referències i hi afegeix històries d'atletes famosos. L'esmenta especialment Jordi Sincel·le.